# Charles Delaporte
Charles Pierre Victor Delaporte (París, 21 de julio de 1880-Neuilly-sur-Seine, 1 de mayo de 1949) fue un deportista francés que compitió en remo. Ganó una medalla de plata en el Campeonato Europeo de Remo de 1906, en la prueba de ocho con timonel.

## Palmarés internacional
| Campeonato Europeo | Campeonato Europeo | Campeonato Europeo | Campeonato Europeo |
| Año                | Lugar              | Medalla            | Prueba             |
| ------------------ | ------------------ | ------------------ | ------------------ |
| 1906               | Pallanza (Italia)  | Medalla de plata   | Ocho con timonel   |